# Бред преследования
Бред пресле́дования (персекуторный бред (от лат. persecutio — преследование); в быту ошибочно употребляется понятие «ма́ния пресле́дования») — расстройство мышления по содержанию, бредовая убеждённость человека в том, что некое лицо или группа лиц преследуют его: мучают, издеваются, замышляют причинить серьёзный вред, например, убить, надругаться и тому подобное. 
В качестве преследователей могут выступать прохожие, соседи, сослуживцы, тайная организация, правительство, вымышленные субъекты, инопланетяне и так далее. Бред преследования впервые описал Э. Ш. Ласег (1852), затем Ж.-П. Фальре (отец) (1855), Л. Снелль (1865).

## Описание
Бред преследования может вызывать у больного недоверчивость, замкнутость, самоизоляцию, приступы агрессии. Больные, для того чтобы избежать слежки, меняют один вид общественного транспорта на другой, могут выскакивать из него на полном ходу, покидают вагон в метро за секунду до закрытия дверей, «квалифицированно заметают следы». Где бы больной с бредом преследования ни находился, везде он замечает, что находится под пристальным наблюдением разных людей. Часто такой бред сопровождается аффектом тревоги и страха. Больные данной формой бреда не считают себя нездоровыми и теряют способность критически воспринимать себя. Однако отмечались случаи, когда предполагаемые больные оказывались правы в своих подозрениях, и их действительно преследовали, поэтому факты, представляемые ими, всегда нуждаются в проверке. Страдающие бредом преследования часто пишут множество жалоб в разные органы (см. кверулянтство).
Больные с бредом преследования обычно неохотно рассказывают окружающим о своих переживаниях (в том числе врачам-психиатрам), одна из возможных причин — общее недоверие к людям и опасения о увеличении численности своих мнимых недоброжелателей.

## Болезни, для которых характерен бред преследования
Статистические исследования проведённые в США показали, что бред преследования — один из самых распространённых видов бреда при шизофрении. Как правило, бред преследования вызван параноидной шизофренией и другими психозами с параноидным синдромом, но иногда бывает вызван другими причинами: алкогольным отравлением, т. н. «алкогольный параноид» — очень опасная для больного и окружающих форма, лекарственным отравлением, бредовым расстройством, поражениями головного мозга (старческими и атеросклеротическими изменениями, болезнью Альцгеймера, и др.). Систематизированный бред преследования характерен для паранойи (МКБ-10 — F22.01, подрубрика бредового расстройства), реактивного параноида, алкогольного параноида и других параноидов.

## Лечение
Болезнь лечится медикаментозно, склонна к рецидивам. Разубеждение больного нежелательно, поскольку он может отнести разубеждающего к агентам «врагов». Могут применяться как типичные, так и атипичные антипсихотики. В особо тяжёлых случаях больной может представлять опасность, как для самого себя, так и для окружающих. В этих случаях необходима госпитализация.